# شهر تاريخ الإعاقة
شهر تاريخ الإعاقة هو مناسبة سنوية تستمر لمدة شهر، تُسلّط فيها الأضواء على حركة حقوق الأشخاص ذوي الإعاقة وتُستَذكر خلالها إنجازاتهم، ويُقام هذا الاحتفاء في بعض المناطق.

## المملكة المتحدة
في المملكة المتحدة، يُحتفل بشهر تاريخ الإعاقة غير الرسمي من قبل الأفراد والمنظمات المشاركة. انطلق الاحتفال به لأول مرة في عام 2010 ومن المقرر أن يقام سنويًا من 22 نوفمبر إلى 22 ديسمبر.

## الولايات المتحدة

### أيداهو
في عام 2007، أقرّت ولاية أيداهو تخصيص شهر أكتوبر من كل عام للاحتفاء بتاريخ الإعاقة.

### ماساتشوستس
ينص الفصل السادس من القوانين العامة لولاية ماساتشوستس على أن حاكم ولاية ماساتشوستس "سيصدر سنويًا إعلانًا يخصص شهر أكتوبر باعتباره شهر تاريخ الإعاقة لزيادة الوعي والفهم للمساهمات التي قدمها الأشخاص ذوو الإعاقة".

### ميسوري
في مايو 2011، صادق المجلس التشريعي لولاية ميزوري على مشروع القانون رقم 555، الذي يخول مجالس المدارس طلب إدراج تاريخ الإعاقة وتعزيز الوعي بها ضمن المناهج الدراسية في المدارس العامة خلال شهر أكتوبر من كل عام. كما نصّ المشروع على اعتماد أكتوبر "شهر تاريخ الإعاقة والتوعية بها".

### واشنطن
في ولاية واشنطن، يعتبر شهر أكتوبر عطلة مدنية قانونية تسمى شهر تاريخ الإعاقة. وقد أقر المجلس التشريعي للولاية مشروع القانون الذي ينشئ العطلة في عام 2008 و دون في العنوان 28A من قانون واشنطن المنقح في عام 2008. بالإضافة إلى التعيين الاحتفالي، ينص القانون أيضًا على أن "كل مدرسة عامة يجب أن تجري أو تعزز الأنشطة التعليمية التي توفر التعليم والوعي والفهم لتاريخ الإعاقة والأشخاص ذوي الإعاقة".

### احتفالات مماثلة
لقد خصص الكونجرس الأمريكي شهر أكتوبر رسميًا كعطلة مدنية متكررة تسمى "شهر التوعية الوطنية بتوظيف الأشخاص ذوي الإعاقة".
وقد خصص المجلس التشريعي الثاني والثمانون لولاية تكساس شهر أكتوبر قانونيًا كعطلة مدنية متكررة لمدة شهر تسمى "شهر تاريخ الأشخاص ذوي الإعاقة والتوعية بها" "لتشجيع المدارس العامة والوكالات الحكومية على الاحتفال بإنجازات الأشخاص ذوي الإعاقة، وتسليط الضوء على إنجازات سكان تكساس ذوي الإعاقة الذين قدموا مساهمات كبيرة للدولة والأمريكيين الاستثنائيين الذين مهدوا الطريق في حركة حقوق الأشخاص ذوي الإعاقة".
وفي الوقت نفسه، أعلنت ولاية ديلاوير في عام 2011 شهر أكتوبر "شهر تاريخ الإعاقة والتوعية بها".

## روابط خارجية
- شهر تاريخ الإعاقة في المملكة المتحدة